# Aimé Major
Pour les articles homonymes, voir Major (homonymie).
Aimé Major, né à Montréal le 7 février 1924 et mort le 9 juin 1996, est un chanteur et acteur québécois.
Il est le fils d'un père chanteur Émile Major et d'une mère pianiste Annie Matte. Il était le cousin du grand héros de guerre Léo Major. 
Il commence une carrière de chanteur avec les Variétés lyriques (à Montréal) en 1936. Jusqu'en 1953, il participe à plusieurs productions dont Le voyage en Chine, Balalaïka et La vie parisienne.
Il étudie le chant, puis l'art dramatique au Conservatoire Lassalle. Il débute à la radio en 1947, et l'année suivante, il remporte le premier prix à l'émission Les talents de chez nous (Radio-Canada). De 1949 à 1953, Aimé Major continue de chanter dans de nombreuses opérettes. Parallèlement, il est la vedette de l'émission de radio Aimé Major chante. Au milieu des années 1950, il se tourne vers la chanson populaire. De 1959 à 1967, Aimé Major connaît quelques succès sur disques avec Un train bleu dans la nuit, Tu m'as donné, Maman, T'es ma roue de fortune, J'avais 20 ans, Un coin de ciel bleu. Il anime à la télévision pendant quelques années l'émission, La belle époque avec Margot Campbell (CFTM-10). Aimé Major est décédé d'un cancer de la prostate à Montréal le 9 juin 1996 à l'âge de 72 ans.

## Filmographie
- 1954 : Le Voleur de rêves (voix)
- 1955 : Cap-aux-sorciers (série télévisée) : Daniel
- 1955 : Beau temps, mauvais temps (série télévisée)
- 1957 : Le Survenant (série télévisée) : Le directeur du Sorellois
- 1958 : Marie-Didace (série télévisée) : Le directeur du Soreillois
- 1959 : Il était une guerre
- 1959 : Les Brûlés : Paul Dubé